# San Antonio Spurs
Los San Antonio Spurs (en español, Espuelas de San Antonio) son un equipo profesional de baloncesto de los Estados Unidos con sede en San Antonio, Texas. Compiten en la División Suroeste de la Conferencia Oeste de la National Basketball Association (NBA) y disputan sus partidos como locales en el AT&T Center.
El equipo fue fundado en 1967 en Dallas con el nombre de Dallas Chaparrals, uno de los miembros originales de la American Basketball Association (ABA). En la temporada 1970-71 cambiaron su nombre por el de Texas Chaparrals y en 1973 se trasladaron a San Antonio, donde adoptaron su denominación actual.
Los Spurs son uno de los equipos más laureados de la NBA. A lo largo de su historia han ganado cinco campeonatos de la NBA, seis títulos de conferencia y veintidós títulos de división. Además, son la franquicia con mejor porcentaje de victorias de la historia de la liga, con un 61,7%, y hasta 2020 eran el único equipo de la NBA con récord positivo contra cualquier equipo activo en temporada regular.

## Historia

### 1967-1973: Comienzos en la ABA
San Antonio Spurs comenzó como Dallas Chaparrals de la versión original de la ABA en 1967. Liderados por el entrenador-jugador Cliff Hagan, los Chaparrals fueron uno de los 11 conjuntos que formaron parte de la temporada inaugural de la ABA. En la segunda temporada de los Chaps en la liga, el equipo acabó cuarto con un balance de 41-37. New Orleans Buccaneers se encargó de eliminar rápidamente a los Chaparrals. En Dallas, el equipo sufrió un desinterés por parte del público que se vio reflejado en la pobre asistencia al pabellón para los partidos. De hecho, durante la temporada 1970-71, el nombre de "Dallas" fue suprimido en favor de "Texas", en un intento de hacer al equipo uno regional, jugando encuentros en el Tarrant County Coliseum en Fort Worth, Texas, así como en el Lubbock Municipal Coliseum en Lubbock, Texas. Pero el experimento no resultó y el equipo regresó a Dallas para la temporada 1971-72, disputando sus partidos en el Moody Coliseum y Dallas Convention Center Arena.

### 1973-1976: Llegada a San Antonio
Tras quedar fuera de playoffs por primera vez en su historia en la temporada 1972-73, el equipo fue puesto en venta. La franquicia fue adquirida por un grupo de 36 empresarios de San Antonio, liderado por Angelo Drossos y Red McCombs, quienes se llevaron al equipo de Dallas a San Antonio y le renombraron con el nombre de "Spurs". Los colores primarios del equipo fueron cambiados del rojo, blanco y azul de los Chaparrals, al ahora familiar plata y negro de los Spurs.
Los Spurs comenzaron jugando en el HemisFair Arena, recibiendo más aceptación del público que en Dallas. Los jóvenes Spurs estaban liderados por el base James Silas, Swen Nater y reforzados a mediados de temporada por George Gervin, futuro Hall of Fame, procedente de Virginia Squires. Finalizaron la temporada 1973-74 con un balance de 45-39, terceros en la División Oeste, y con Nater como Rookie del Año. En playoffs, cayeron en siete partidos ante Indiana Pacers. En la siguiente temporada ganaron seis partidos más, pero los Pacers, por segundo año consecutivo, les eliminaron de playoffs. Durante la temporada regular, y a pesar de llevar un balance de 17-10, el entrenador Tom Nissalke fue despedido y Bob Bass se encargó de sustituirle. En la 1975-76, y última en la ABA, los Spurs fueron apeados en postemporada por tercera vez a las primeras de cambio, en esta ocasión por New York Nets. En 1976, la liga se disolvió, amenazando el futuro de la licencia exclusiva profesional deportiva de San Antonio. La NBA, sin embargo, decidió admitir a cuatro equipos de la ABA en la liga, siendo los Spurs uno de ellos junto con Denver Nuggets, Indiana Pacers y New York Nets.

### 1976-1985: Primeros años en la NBA
Aunque había algún escepticismo inicial en los círculos de la liga en cuanto al éxito potencial y el nivel de talento de los equipos procedentes de la ABA, los Spurs pronto demostrarían ser un digno equipo, obteniendo un balance de 44-38 en la temporada 1976-77 para finalizar cuartos en la Conferencia Este. En playoffs cayeron 2-0 frente a Boston en su primera temporada en la liga.
Una temporada después, en 1978, Gervin y David Thompson, de Denver Nuggets, lucharon por el título de máximo anotador. En la última jornada de la temporada, Thompson se puso por delante después de anotar 73 puntos frente a Detroit Pistons en un encuentro disputado por la tarde. Esa noche, Gervin ya sabía que necesitaba 58 puntos para conseguir el título. Los Spurs jugaban en New Orleans frente a los Jazz. Gervin tuvo un buen comienzo con 20 puntos en el primer cuarto. El segundo fue todavía mejor, con 33, estableciendo un récord. Tras la reanudación, a Gervin le costó poco tiempo llegar a los 58, para finalmente acabar el partido con 63 y lograr el galardón. Además, el equipo acabó campeón de la División Central con un récord de 52-30. Sin embargo, los Spurs cayeron en semifinales de conferencia ante Washington Bullets, a pesar de Gervin, que promedió 33,2 puntos en la serie.
Un año después, en 1979, el equipo avanzó a las finales de conferencia, donde volvían a esperar los Bullets. San Antonio desperdició una renta de 3-1 para acabar cayendo 4-3, con un dramático séptimo partido que acabó 107-105. Una ronda antes, los Spurs eliminaron a Philadelphia 76ers, logrando así su primera serie de playoffs como equipo NBA. Los Spurs tuvieron que esperar otros 20 años para hacer su primera aparición en unas Finales de la NBA.
El balance de San Antonio Spurs en sus primeros siete años en la NBA fue de cinco títulos de división, convirtiéndose en un equipo asiduo en playoffs.
La década de los 80 estuvo marcada por constantes altibajos de la franquicia. En la primera parte de la década, los Spurs continuaron con su éxito de los 70, con balances de 52-30 en 1980-81, 48-34 en 1981-82 y 53-29 en 1982-83. A pesar de sus buenas temporadas regulares, los Spurs fueron incapaces de ganar algún campeonato de la NBA, cayendo eliminados en playoffs por Houston Rockets en 1981 y Los Angeles Lakers en 1982 y 1983.
Tras la temporada 1984-85, Gervin, quien posiblemente fue el mejor jugador de la historia de los Spurs, fue traspasado a Chicago Bulls, y con él, el final de una brillante era.
Una de las claves de estos Spurs, además de Gervin, era Johnny Moore, base de gran visión de juego que incluso logró ser el máximo asistente de la liga (9,6) en la 1981-82 por delante de Magic Johnson. Su carrera se vio truncada por la fiebre del desierto, enfermedad de la que se recuperó, aunque sin recuperar el nivel. Cuando finalizó su carrera San Antonio le retiró el dorsal.
Otro de los grandes artífices de los tres títulos de división también fue Mike Mitchell, acompañante de Gervin en las alas. Un prolífico anotador que incluso llegó a ser All-Star en la 1980-81 con Cleveland Cavaliers. Llegó a los Spurs un año después. Por último cabe mencionar a Artis Gilmore, otra pieza fundamental en el engranaje del equipo. Pese a que el pívot llegó con 34 años ofreció tan buen rendimiento en San Antonio que llegó a ser dos veces All-Star con los Spurs.

### 1985-1989: Vida tras George Gervin
Tras la retirada de Gervin, las siguientes cuatro campañas fueron difíciles para el equipo, teniendo un balance de 115-215 desde 1985-86 hasta 1988-89. Las temporadas perdedoras y la disminución del público al pabellón convirtieron a los Spurs en un equipo candidato potencial para mudarse a otra ciudad. Pero el optimismo llegó obteniendo el número 1 del Draft de 1987, que usaron para seleccionar al pívot David Robinson, procedente de la Marina de los Estados Unidos. Aunque le draftearon en 1987, no estuvo disponible hasta 1989, ya que tuvo que servir a la Marina durante dos años más.
Durante estos años uno de los pocos jugadores que mantuvo a la gente en San Antonio fue Alvin Robertson. Fue miembro del equipo que logró la medalla de oro en los JJ. OO. de Los Ángeles en 1984, y lideró la liga en robos durante tres temporadas, llegando a ser elegido como Mejor Defensor de la NBA en la 1985-86. Además, era un jugador que aportaba en todas las facetas del juego, muestra de ello fue el histórico cuádruple-doble que logró el 18 de febrero de 1986 con 20 puntos, 11 rebotes, 10 asistencias y 10 robos de balón.
Aunque la temporada 1988-89 fue la peor en la historia de los Spurs con un 21-61, fue notable por varios motivos. Fue la primera campaña del propietario Red McCombs, inversionista original del equipo que ayudó a solidificar la propiedad local para la franquicia. Además, en la 1988-89 se estrenó Larry Brown como entrenador de San Antonio, quien firmó por el equipo tras ganar la NCAA con la Universidad de Kansas en 1988.

### 1989-1997: La llegada de David Robinson y Gregg Popovich

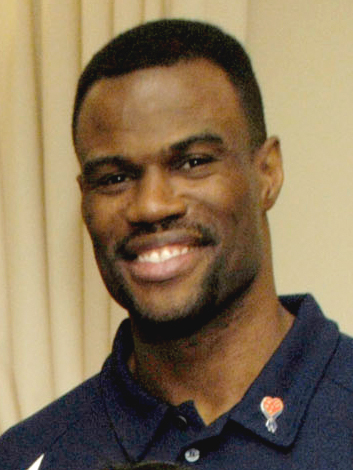
Elegido en 1987, David Robinson no debutó con los Spurs hasta 1989.

A finales de los 80 se asistió al renacimiento de los Spurs. Liderados por David Robinson, por el recién fichado Terry Cummings y por el recientemente drafteado Sean Elliott, los Spurs alcanzaron su mejor temporada en su historia, con un balance de 56-26. En playoffs fueron eliminados por Portland Trail Blazers en siete partidos. Posteriormente, los Blazers serían los campeones de la Conferencia Oeste. Robinson tuvo una de las temporadas más exitosas jamás firmadas por un rookie, se llevó el galardón promediando 24,3 puntos por partido y 12 rebotes.
Los Spurs comenzaron la década con gran optimismo. El equipo se convirtió en un asiduo en la postemporada aunque bajo la tutela de Brown no fue capaz de llegar más lejos de las semifinales de conferencia. En la temporada 1991-92, McCombs despidió a Brown para sustituirle por Bob Bass, quien terminó la temporada como entrenador interino. Sin David Robinson sano, los Spurs fueron barridos por Phoenix Suns en la primera ronda de playoffs. Durante el verano de 1992, McCombs contrató al entrenador de la Universidad de UNLV Jerry Tarkanian. El experimento fue un fracaso, y Tarkanian fue despedido a los 20 partidos de temporada, cuando contaban con un balance de 9-11. El veterano John Lucas fue nombrado nuevo entrenador de los Spurs, siendo ésta su primera experiencia como entrenador jefe de un equipo de la NBA.
La era Lucas comenzó satisfactoriamente. Bajo su mandato el equipo terminó la temporada con un récord de 39-22, metiendo a los Spurs una vez más en playoffs, siendo nuevamente eliminados por los Suns, esta vez en semifinales de conferencia. Esa campaña también estuvo marcada debido a que el equipo jugó en el HemisFair Arena. En 1993, Peter M. Holt y un grupo de 22 inversionistas compró los Spurs a Red McCombs por 75 millones de dólares.
En la siguiente temporada, la franquicia jugó en el recién construido Alamodome. Lucas condujo a los Spurs a un récord de 55-27, pero cayeron eliminados en la primera ronda de playoffs por Utah Jazz. A consecuencia de ello, Lucas fue inmediatamente despedido. En verano, los Spurs traspasaron a Elliott, uno de los favoritos de la afición, a Detroit Pistons a cambio del reboteador Dennis Rodman.
Lucas fue reemplazado por Bob Hill para la temporada 1994-95, exentrenador de Indiana Pacers. Elliott regresó a los Spurs tras una intrascendente temporada en los Pistons y el equipo finalizó con un récord de 62-20, siendo David Robinson el MVP de la temporada. Los Spurs alcanzaron las finales de conferencia, pero fueron eliminados por los posteriormente campeones Houston Rockets. Durante toda la temporada y los playoffs, Dennis Rodman tuvo problemas con sus compañeros de equipo, especialmente con Robinson, por lo que forzó a la franquicia a traspasarlo a Chicago Bulls tras finalizar la campaña.
Los Spurs finalizaron la siguiente temporada (1995-96) con un balance de 59-23 bajo el mandato de Hill, eliminándose en semifinales de conferencia ante Utah Jazz. Pero pocos preveían la espectacular caída del equipo en la temporada 1996-97; una lesión obligó a David Robinson a pasarse prácticamente todo el año en blanco, jugando tan solo seis partidos. San Antonio acabó con un récord de 20-62, el peor en su historia. Hill solo duró 18 partidos en el banquillo de los texanos, siendo sustituido por Gregg Popovich, antiguo asistente del equipo.

### 1997-2016: La era de Tim Duncan

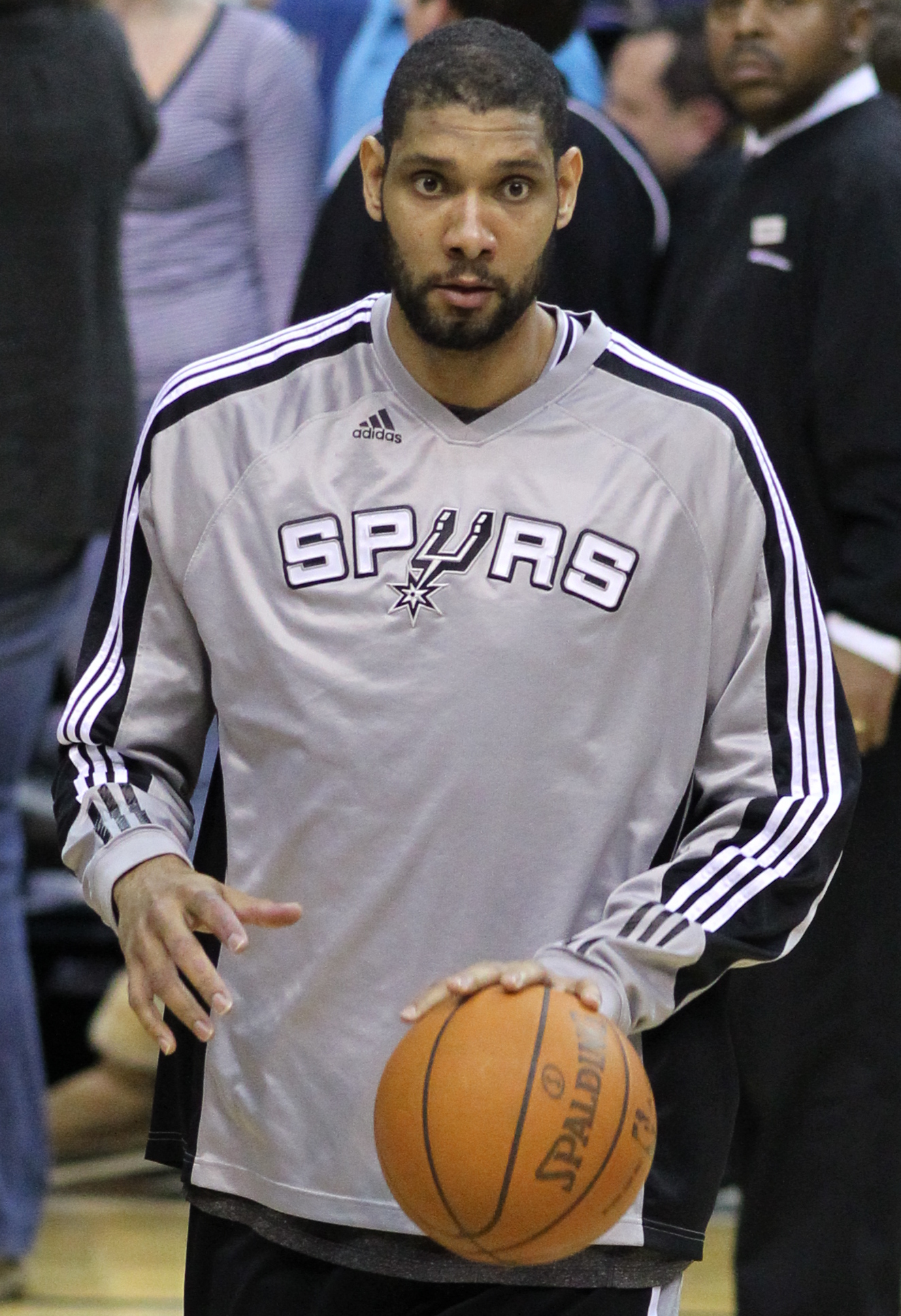
Tim Duncan llegó a los Spurs en 1997 y fue el jugador sobre el que los Spurs cimentaron su dinastía.

Con el tercer peor registro de la liga, los Spurs se hicieron con el número 1 del Draft de 1997, que utilizaron para seleccionar a Tim Duncan, procedente de la Universidad de Wake Forest. Duncan rápidamente se convirtió en una estrella de la liga en la temporada 1997-98, promediando 21,1 puntos por partidos y 11,9 rebotes jugando en la posición de ala-pívot. Fue seleccionado para el mejor quinteto de novatos de la temporada y nombrado Rookie del Año. El equipo finalizó 56-26, pero de nuevo fue eliminado por los Jazz en las semifinales de conferencia.
Los Spurs comenzaron la temporada 1998-99 con Robinson sano y Duncan, además de las adquisiciones de los veteranos Mario Elie y Jerome Kersey. Antes de los training camps (entrenamientos antes de comenzar la temporada), se produjo un cierre patronal en la liga, siendo retrasada tres meses. Finalmente se jugaron tan solo 50 partidos, y los Spurs terminaron 37-13. El equipo dominó en playoffs, llegando a las Finales de la NBA con un balance de 11-1 en playoffs. En ella se enfrentarían a New York Knicks, ganándoles en cinco partidos y logrando, por fin, el primer anillo en la historia de los Spurs. Tim Duncan fue nombrado MVP de las Finales en el Madison Square Garden, escenario del quinto y último partido de la eliminatoria. La victoria de los Spurs tuvo dos récords; fueron el único equipo original de la ABA en ganar un campeonato de la NBA y en participar en las Finales. Las 39.554 almas que acudieron en el segundo partido al Alamodome también fue otro récord, el de más asistencia en un partido de las Finales (batiendo los 39.514 espectadores de dos días antes).
Tras el éxito, continuaron con el mismo nivel de juego durante la temporada regular 1999-2000, terminando 53-29. Pero debido a una lesión en playoffs de Duncan, fueron eliminados en primera ronda por los Suns.
Los Spurs acabaron 58-24 en las temporadas 2000-01 y 2001-02, y en ambas fueron eliminados de playoffs por el campeón Los Angeles Lakers.
Ya en la 2002-03, los Spurs eran conscientes de que esta temporada sería memorable por dos motivos: David Robinson había anunciado que sería su última campaña y que se retiraba al finalizarla, y el otro motivo era la apertura del SBC Center, nuevo pabellón del equipo. Para marcar esta ocasión, los Spurs renovaron su logo, retornando a los colores negro y plata originales.
Esta versión de los Spurs era muy diferente de la que había ganado el título unos años antes. Habían renovado completamente el equipo con el objetivo de destronar a los Lakers, vencedores de los tres últimos campeonatos. El base titular del equipo era ahora el francés Tony Parker, además de incluir una gran variedad de tiradores como eran Stephen Jackson, Danny Ferry, Bruce Bowen, Steve Kerr, Steve Smith y el argentino Manu Ginóbili. Mezclando las presencias interiores de Duncan y Robinson con las nuevas amenazas exteriores, los Spurs ganaron 60 partidos esa temporada. En playoffs, eliminaron a Suns, Lakers y Dallas Mavericks, encontrándose en las Finales de la NBA con New Jersey Nets, subcampeones el año anterior. Esa fue la única vez que dos equipos originales de la ABA se encontraron en unas Finales de la NBA. Los Spurs ganaron la serie 4-2, consiguiendo así su segundo anillo. Tim Duncan fue MVP de las Finales, y un mes antes, MVP de la temporada. Robinson pondría punto final a su carrera tras esta temporada.
En la temporada 2003-04, los Spurs comenzaron echando pronto de menos a David Robinson tras comenzar con mal pie la temporada (9-10). Sin embargo, el equipo supo reponerse con 13 victorias consecutivas que le colocaron, a finales de diciembre, en lo alto de la clasificación. Acabaron la campaña con otra muy buena racha de 11 partidos seguidos que, sin embargo, no valieron para dar caza al líder, Minnesota Timberwolves (58-24). Tras acabar por la vía rápida con Memphis Grizzlies fueron eliminados en semifinales de conferencia por los Lakers. Los Spurs desperdiciaron una ventaja de 2-0 y acabaron sucumbiendo ante unos Lakers que remontaron ganando cuatro partidos consecutivos. La serie fue definida por la polémica canasta de Derek Fisher en el quinto partido a falta de 4 décimas para el fin del mismo. Los Spurs protestaron, argumentando que el tiro estaba fuera de tiempo y que el reloj comenzó a funcionar tarde. Un reportaje de AP y los tres árbitros que estaban en pista mostraron que el tiro fue lanzado por el jugador antes de que el tiempo expirara. Tras esta derrota, la moral de los Spurs estaba por los suelos, y viajaron a Los Ángeles para jugar y perder el sexto partido, y con ello la serie.

Con las contrataciones de Brent Barry de Seattle en verano, Nazr Mohammed de New York por el carismático Malik Rose a mitad de temporada, y Glenn Robinson como agente libre, junto con los regulares Bruce Bowen, Robert Horry, Tony Parker, Manu Ginóbili, y Tim Duncan, los Spurs finalizaron la 2004-05 con un récord de 59-23, segundos en el oeste y campeones de división. 

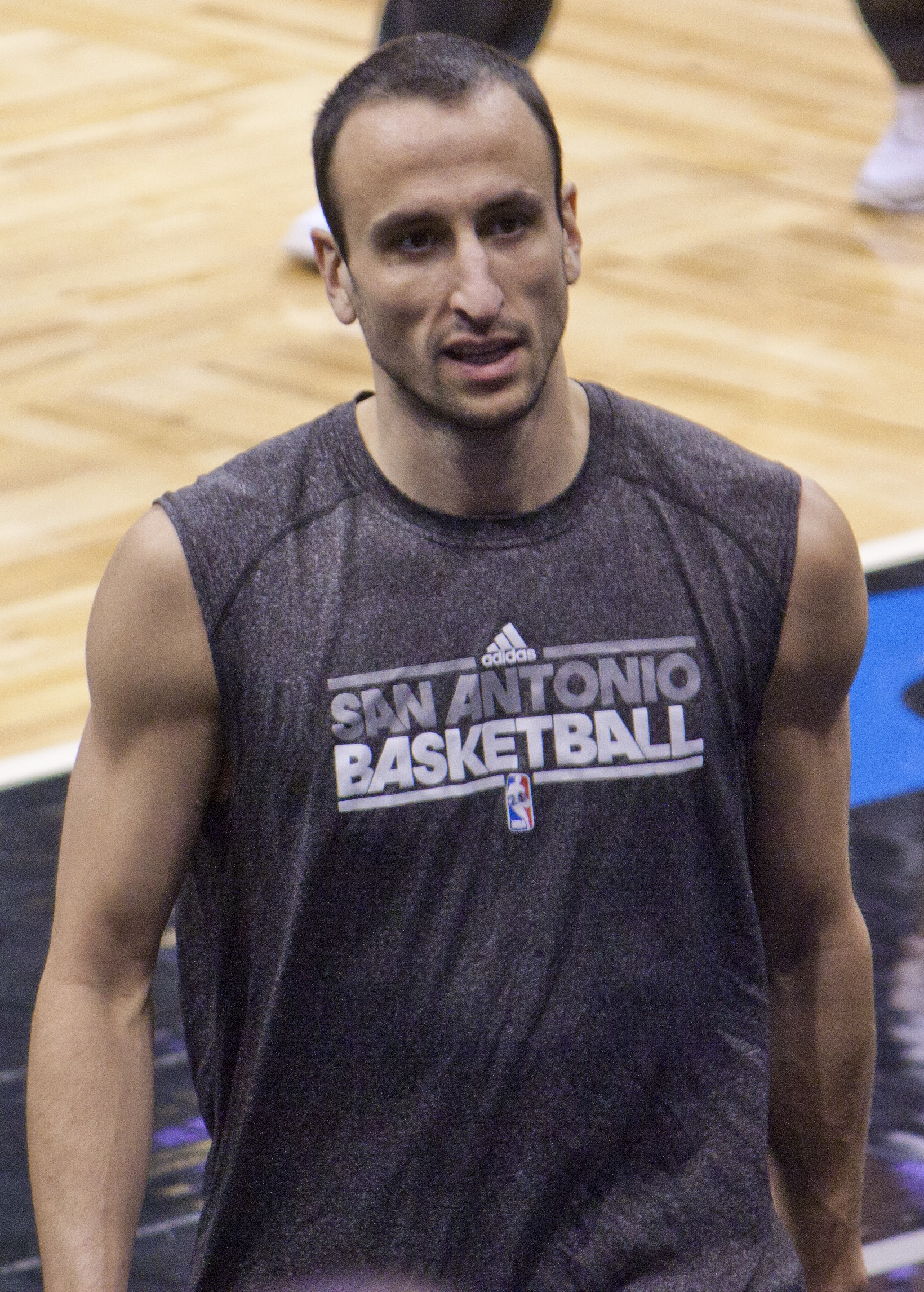
Manu Ginóbili, llegó en el 2002.

En la postemporada eliminaron a Denver Nuggets por 4-1, a Seattle Supersonics por 4-2 y a Phoenix Suns por 4-1 antes de medirse en las Finales de la NBA ante Detroit Pistons, venciéndoles por 4-3 y así, conseguir su segundo anillo en tres años y su tercero en siete. Tim Duncan fue nombrado MVP de las Finales por tercera vez, uniéndose junto con Magic Johnson, Shaquille O'Neal y Michael Jordan al club de jugadores con 3 o más MVP de las Finales. También, Manu Ginóbili se afianzó como una estrella de la liga e ídolo local, nacional e internacional, llegando a jugar esa temporada el All-Star Game.
En la 2005-06 los Spurs firmaron su mejor temporada de la historia hasta ese momento, ganando 63 partidos y disputando por noveno año consecutivo los playoffs. La llegada del veterano Michael Finley ofreció al equipo más poder anotador. Sin embargo, los campeones fueron eliminados en semifinales de conferencia por Dallas Mavericks, a posteriori subcampeones de la NBA, tras una emocionante serie que se definió en el tiempo extra del séptimo partido.
Después de la decepcionante derrota a manos de los Mavs, San Antonio se desquitó un año después con un nuevo anillo en la 2006-07. Acabaron la temporada con otro gran balance, 58-24, terceros del Oeste, evitando así a Dallas Mavericks, que acabó con 67-15. En playoffs, San Antonio estableció un fantástico récord de 16-4. En 1.ª ronda terminaron con Denver Nuggets en 5 partidos, mientras Dallas, primero en el oeste, caía 4-2 frente a Golden State Warriors. En Semifinales de Conferencia esperaba Phoenix Suns. Tras una intensa eliminatoria donde llegó a ir 2-2, San Antonio venció por 4-2, alcanzando las Finales de Conferencia ante un rival relativamente asequible para las alturas en las que encontraban como era Utah Jazz. Los tejanos sentenciaron su pase a la final con un 4-1.
En mayores aprietos pusieron Cleveland Cavaliers a San Antonio pese a no vencer en ningún encuentro. Las Finales acabaron con un 4-0 que reflejó el dominio de San Antonio durante la postemporada. Tony Parker, con promedios de 24,5 puntos y 57% de acierto en tiros de campo, fue seleccionado MVP de las Finales, para convertirse con 25 años en el primer europeo que lo consigue en la historia de la NBA.
Los Spurs cosecharon así su cuarto anillo en 9 temporadas, todos ellos en año impar lo que dio cabida a una curiosa relación. San Antonio se convertía en la cuarta franquicia más laureada de la historia, con 4 anillos, distanciándose de Pistons, Warriors y Sixers, con 3 cada uno.
En la 2007-08, los Spurs, sin grandes esfuerzos y administrando sus energías durante la temporada regular, firmaron su 10.ª consecutiva en playoffs. Fueron eliminados en final de conferencia por los Lakers tras pasar una épica serie contra los New Orleans Hornets de Cris Paul, Pedrag Stojakovic, David West y Tyson Chandler.
La siguiente temporada 2008-09, las lesiones, que ya el año anterior habían mermado al equipo con la baja de Tony Parker en la parte final de la Regular Season, siendo cubierto por el novato George Hill y con un nivel espectacular de Ginóbili, golpearon al equipo, el mismo Ginóbili sufre una severa lesión en su pie en la semifinal de los Juegos Olímpicos de Pekín 2008, esa lesión lo obliga a pasar por el quirófano, perdiéndose toda la temporada regular y así también los playoffs donde el equipo es barrido por los Dallas Mavericks en primera ronda, siendo esta una temporada de transición entre lesiones y traspasos.
La 2009-10 comienza con un traspaso por el cual los Spurs mandan a los Bucks a dos de sus titulares del equipo del último anillo, Fabricio Oberto y a uno de los pilares de sus logros de la década, varias veces defensor del año el alero Bruce Bowen quien se retiraría tras ser cortado por su nuevo equipo, a cambio llega un integrante del Dream Team de 2004, ex baluarte de los New Jersey Nets de los subcampeonatos de la 2001-2002 y 2002-2003, el alero Richard Jefferson con la intención de Gregg Popovich de reforzar el equipo y convertir al Big 3 en un Big 4, experimento que fracasaría dado que Jefferson iría perdiendo peso y estaría 3 temporadas en el equipo marchándose a Golden State Warriors en la 2011-2012, también arribaría en un nuevo "robo" del draft de la gerencia de los Spurs, el pívot DeJuan Blair quien las próximas campañas sería un habitual en el quinteto texano llegando a ser MVP del juego de novatos. Este año los Spurs cuajan una buena temporada regular, pero terminan sucumbiendo en semis de conferencia por primera vez desde casi una década en una serie con los Phoenix Suns liderados por un gran Amare Stoudemire.
En la 2010-11 los Spurs refuerzan su juego interior con el brasileño Tiago Splitter, MVP de la liga ACB española, el equipo arranca muy bien el año, llegando a liderar la Conferencia Oeste al final de la temporada regular lo cual los hacia enfrentar a los Memphis Grizzlies, lo cual parecía que iba a ser un mero trámite, pero una lesión de Manu Ginóbili, quien ese año había tenido una destacada actuación llevándolo a su segundo All Star Game, en uno de los últimos partidos de la temporada regular, hace que Ginóbili juegue mermado esta serie, y los Memphis con una notable actuación de sus internos Marc Gasol y Zach Randolph roban el primer partido, donde Manu no jugó, de la serie en San Antonio llevando a Memphis la serie 1-1 donde allí ganan sus juegos poniéndose 3-1, Sas logra ganar el 5º partido en el ATXT, con la serie 2-3 los Spurs caen en Memphis terminando la serie en lo que tal vez sea el fracaso más estrepitoso de la era Popovich, al ser la cuarta vez que un ganador de temporada regular cae en primera ronda contra el último clasificado, la última vez había sido en la 2006-2007 cuando los Dallas Mavericks caen ante los Warriors, en paradójicamente el año del último anillo Spur.
En la temporada 2011-12 nuevamente el equipo funciona y llega a la final de conferencia, y perdiendo frente a Oklahoma de Kevin Durant, Russell Westbrook y James Harden quienes serían a la postre subcampeones cayendo con Miami Heat en el año debut de quien sería su apuesta a futuro, Kawhi Leonard, otro jugador que llegaba vía draft tras decisión de Popovich.
En la temporada 2012-13, a pesar de las lesiones, los Spurs terminaron con un récord de 58-24, llegando a terminar segundos en la conferencia Oeste. San Antonio se enfrentaría en la primera ronda de los Play-Offs a Los Angeles Lakers, que terminarían ganando con una serie de 4-0, liquidando el pleito antes de lo que se estipulaba. Luego vencieron en una dura serie a los Golden State Warriors en seis juegos, llegando a su decimosegunda final de conferencia barriendo a los Memphis Grizzlies 4-0 pasando a su quinta final NBA, la primera desde 2007. Ya en la final se enfrentaron al campeón Miami Heat con su Big 3 con LeBron James, Dwayne Wade y Cris Bosh.Los Spurs roban el primer partido de la serie jugado en Miami, un partido agónico, para irse a San Antonio 1-1 teniendo 3 juegos por delante en condición de local, dado que había cambiado el formato de finales pasando del 2-2-1-1-1 al 2-3-2, Los Spurs ganan dos y pierden uno llegaron liderando 3-2 al sexto partido, jugado en Miami. Ya en el sexto partido, San Antonio iba ganando por 5 puntos en el último cuarto con 25 segundos en el reloj, lo que suponía tener muy cerca el quinto campeonato para los Spurs, pero dos triples de Miami, el último de Ray Allen a falta de 5 segundos, empató el partido. En la prórroga Miami ganó el sexto partido. En el séptimo partido, San Antonio no se repuso de la dura derrota anterior y finalmente perdió el partido y el anillo NBA. Esta fue la primera derrota de San Antonio en 5 finales disputadas.
En la temporada regular 2013-14 San Antonio mantuvo el bloque del año anterior y con las incorporaciones del italiano Marco Belinelli y Jeff Ayres. La franquicia acabó en el primer puesto de la Conferencia Oeste, con el mejor récord de la liga (62-20).
El entrenador dosificó a sus estrellas Duncan, Parker y Ginóbili y el equipo desarrolló un juego coral en el que casi todos los integrantes de la plantilla fueron protagonistas a lo largo de la temporada regular. Además ningún jugador superó los 30 minutos por partido. Popovich da mucha responsabilidad en su joven estrella Kawhi Leonard y este le responde con números que crecen temporada a temporada.
Así, iniciaron los Playoffs deshaciéndose en primera ronda de Dallas Mavericks (4-3), una serie muy igualada en la que Ginóbili adquirió un papel destacado. Luego vino Portland Trail Blazers (4-1) y, ya en la final de Conferencia, vencieron a Oklahoma Thunder de Durant y Westbrook (4-2), para llegar, por segundo año consecutivo, a las Finales de la NBA y enfrentarse a sus verdugos del año anterior, los Miami Heat.
La eliminatoria final contra Miami finalizó 4-1 a favor de los Spurs, lo que supuso el quinto título para la franquicia tejana. San Antonio fue dominador absoluto de la serie, especialmente en Florida. El juego que realizó los Spurs a lo largo de esta final fue catalogado por muchos como una de las mejores actuaciones en mucho tiempo en unas finales de la NBA. El juego de pases, pases y más pases desarboló a los Miami Heat, que solo pudieron ganar 1 partido en toda la serie. El joven alero Kawhi Leonard fue nombrado MVP de las finales, gracias en parte a su magnífica actuación defendiendo a la estrella rival, el 4 veces MVP de la liga LeBron James.
La temporada 2014-15 su rival de los años anteriores en finales el Miami Heat se había desarmado con la vuelta de LeBron James a Cleveland, quien con su llegada, más Kevin Love y Kyrie Irving, lo convertían en candidato al anillo por el Este. La temporada empezó alternando victorias y derrotas, lo que le hacía estar en un 50% de victorias y derrotas y por lo tanto en posiciones bajas de playoffs (entre el séptimo y octavo puesto). Todo eso cambió con el parón del All-Star de febrero. El equipo cogió forma e iniciaron una racha de victorias, lo que le hizo escalar hasta la segunda posición de la muy reñida conferencia oeste. Pero en la última jornada de la temporada regular, perdieron contra New Orleans Pelicans, que se jugaba el último puesto que daba derecho a entrar en playoffs. Esta derrota hizo bajar hasta el sexto puesto a los Spurs, lo que le hacía enfrentarse en primera ronda a Los Angeles Clippers de Chris Paul y Blake Griffin. Fue una eliminatoria muy emocionante, que se resolvió en 7 partidos. En el séptimo, una canasta ganadora de Chris Paul a falta de 1 segundo para acabar el partido, eliminó a los Spurs en primera ronda, cosa que no sucedía desde la temporada 2010/11. Este año el campeón de la NBA sería Golden State Warriors quienes vencen en la final a los Cleveland Cavaliers.
En 2015, el trío formado por Tony Parker, Emanuel Ginóbili y Tim Duncan se convirtió en el trío de jugadores que más partidos han jugado juntos en la historia de la NBA, superando al de los Boston Celtics de los años 1980, formado por Bird, Parish y McHale.
La temporada 2015-16 comienza con la incorporación del All Star Lamarcus Aldridge quien le daría a la plantilla un salto de calidad y un refuerzo de lujo para apuntalar su juego interior junto a las incorporaciones de Boban Marjanović y el veterano quien fuera All Star David West por el contrario los Spurs perdían a Tiago Splitter quien se marchaba a Atlanta.
Los Spurs tienen un gran año, el de mejor marca de su historia, pero es opacado por el nuevo récord que implantan los campeones de Golden State Warriors de 73-9, lo cual los mandan a ser segundos de conferencia por delante de los Thunder. En primera ronda los Spurs nuevamente se las veían con los Grizzlies, y nuevamente barren la serie 4-0, en semis de conferencia les tocaría Oklahoma City que buscaba su ansiado primer anillo,la serie comienza con San Antonio tomando ventaja con Aldridge descollante con 38 puntos pero en el partido 2 a pesar de una nueva descollante actuación de Lamarcus Aldridge con 41 puntos, los Thunder ganan 98-97 para llevarse la serie al Chesapeake Energy Arena empatada, pero los Spurs sorprenden robando el juego 3 con un gran partido de Kawhi Leonard con 31 puntos, cuando parecía que la serie se ponía a favor de SAS, el segundo juego en Oklahoma se lo lleva el local, la serie vuelve a San Antonio y es ahora el Thunder el que se roba la localía, el sexto partido no solo marca la eliminación de los Spurs 4-2 sino que sería el final de una era, la era Duncan, la era del Big 3, Tim Duncan anunciaba su retiro del baloncesto con 40 años, también dejaría el equipo uno de los baluartes de los últimos años, el francés Boris Diaw. Ese año los Warriors del récord perderían la final sorpresivamente con los Cavaliers. En los Spurs comenzaba una nueva era liderada por su alero Kawhi Leonard y el alero Lamarcus Aldridge, secundados por Parker y Ginóbili y jugadores de rol como Danny Green, Patty Mills o nuevos jóvenes como Jonathon Simmons o Kyle Anderson.

### 2016-2023: La era post-Duncan

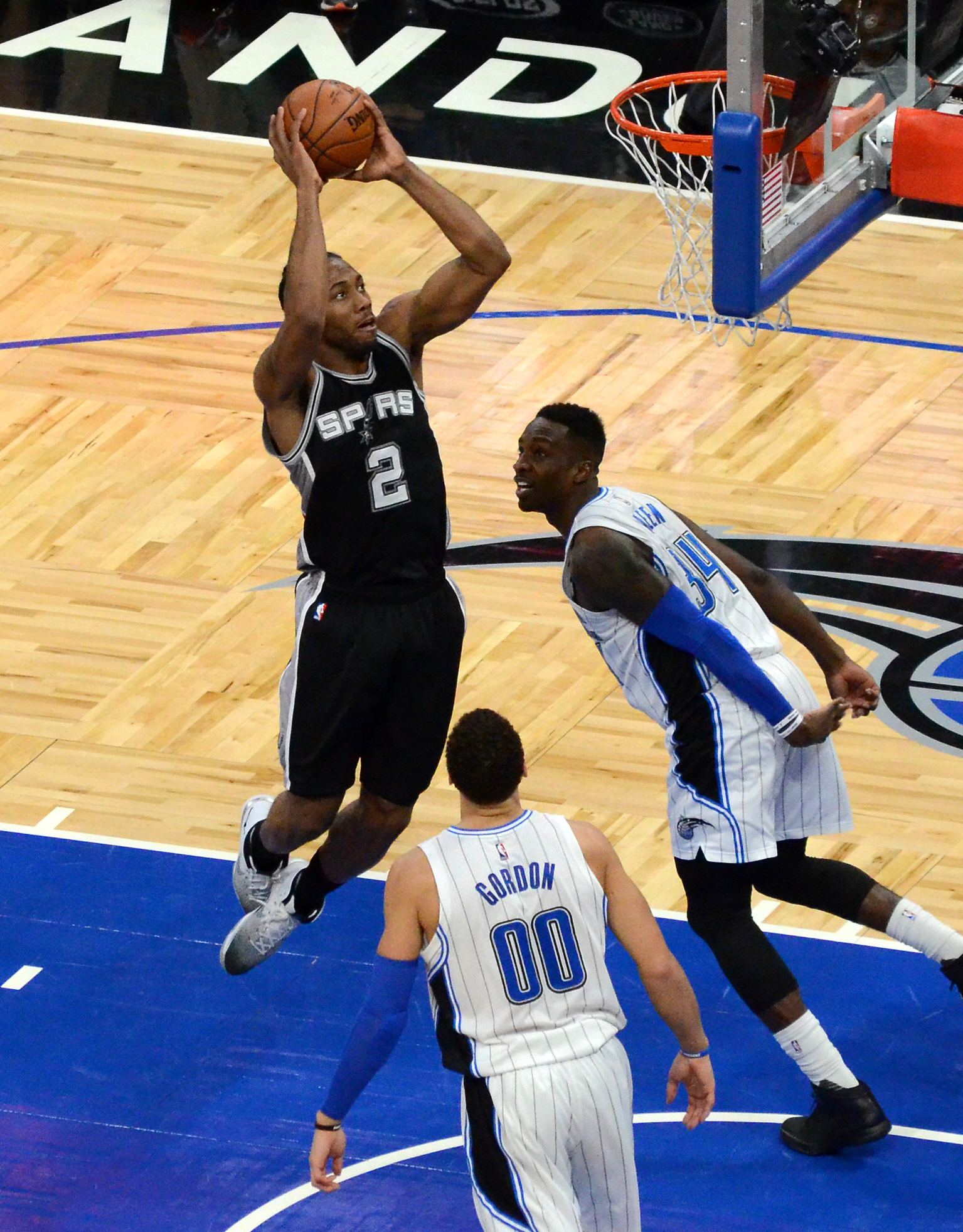
Kawhi Leonard estaba llamado a liderar la etapa post-Duncan, pero su estancia en San Antonio sólo se prolongó dos temporadas.

Para suplir la baja de Tim Duncan, los Spurs ficharon a Pau Gasol. Además, reforzaron su juego interior con el veterano David Lee y con Dewayne Dedmon. En el Draft de 2016 seleccionaron al base Dejounte Murray e incorporaron a Dāvis Bertāns, elegido en el Draft de 2015. Los Spurs tuvieron una gran 2016-17, con una marca de 61-21, segundos del Oeste solamente por detrás de los Golden State Warriors, quienes habían golpeado el mercado de verano haciéndose de los servicios de la superestrella Kevin Durant.
En Playoffs, los Spurs eliminaron a los Memphis Grizzlies en primera ronda por 4-2 y a los Houston Rockets en las semifinales de conferencia también por 4-2. En las Finales del Oeste fueron barridos por los Warriors. La eliminatoria estuvo marcada por la lesión de tobillo de Kawhi Leonard en el primer partido de la serie, en el que los Spurs ganaban por 21 puntos cuando su estrella tuvo que abandonar el encuentro tras pisar a Zaza Pachulia en un lanzamiento a canasta. Los californianos remontaron el partido y, con Leonard de baja para toda la eliminatoria, ganaron los tres encuentros siguientes.
Para la temporada 2017-18 los Spurs mantienen su bloque, incluso viendo la buena actuación de Ginóbili en los pasados Play Off este renueva por dos años más con la franquicia, se suman al equipo el centro francés Joffrey Lauvergne y a la otra estrella Rudy Gay quien llega para suplir la marcha de Simmons, darle minutos de descanso de calidad a Leonard y la posibilidad de jugar small Ball para contrarrestar el juego que hoy reina en la NBA. Toda la temporada se vio ensombrecida por la lesión de Kawhi Leonard, los rumores de regreso y las filtraciones provocaron un clima enrarecido en la franquicia. A pesar de ello, los Spurs se clasifican para Play Offs como séptimos del Oeste, con un balance de 47-35 siendo este, el más bajo de las últimas 20 temporadas, y la primera vez que la franquicia tejana no llega a las 50 victorias en temporada regular desde 1999. Así, caen en primera ronda, de nuevo, ante los futuros campeones, los Warriors por 4-1.
El verano previo a la 2018-19 comienza con la marcha de Tony Parker tras 17 temporadas. Y más tarde el traspaso de Kawhi Leonard y Danny Green a Toronto Raptors, a cambio de DeMar DeRozan y Jakob Pöltl.
El 15 de agosto de 2020, pusieron fin a una racha histórica de 22 temporadas consecutivas entrando en playoffs (1998-2019), racha que iguala el récord de los Syracuse Nationals (1946-1971).
Durante la temporada 2020-21, el equipo no consiguió ninguna incorporación importante, por lo que terminó con un balance de 33-39, en décima posición de su conferencia. Dicha posición le permitió disputar la eliminatoria 'Play-In', pero cayó ante Memphis, perdiéndose los playoffs por segundo año consecutivo.
De cara a la temporada 2021-22 se actualiza con las llegadas de Bryn Forbes, Doug McDermott, Zach Collins, Keita Bates-Diop, Thaddeus Young y Al-Farouq Aminu; y las salidas de DeMar DeRozan, Patrick Mills, Rudy Gay y Gorgui Dieng. Termina la temporada regular con un balance de 34-48, décimo de su conferencia y clasificándose para Play-In, donde caerían eliminados ante New Orleans, quedando fuera de playoffs por tercer año consecutivo.
Mediada la temporada 2022-23, el 13 de enero de 2023 la franquicia consiguió el récord de más espectadores en un partido de la NBA de la historia, con 68.623, en un encuentro entre los Spurs y los Golden State Warriors celebrado en el Alamodome en vez de en el AT&T Center, como uno de los actos conmemorativos del 50 aniversario de la franquicia. El anterior récord lo tenía un partido disputado el 27 de marzo de 1998 en el ya desaparecido Georgia Dome entre los Chicago Bulls de Michael Jordan y los Atlanta Hawks, que convocó a 62.046 espectadores. La temporada, la vigésimo sexta con Popovich en el banquillo, acabó con tan solo 22 victorias por 60 derrotas, el segundo peor balance de toda la liga, no logrando clasificarse para los playoffs por cuarto año consecutivo.

### 2023-presente: La era Wembanyama
Con el Draft del 2023 llegó el francés Victor Wembanyama. Su primera temporada fue espectacular, promediando 21,4 puntos, 10,6 rebotes y liderando la liga en tapones con 3,6 por partido, siendo elegido de manera unánime Rookie del Año de la NBA, y convirtiéndose en el primer rookie en la historia de la competición en ser elegido en el mejor quinteto defensivo de la liga. A pesar de ello, los Spurs acabaron con el mismo balance de victorias y derrotas que la temporada anterior (22-60), y acumularon su quinta temporada consecutiva sin alcanzar los playoffs.

## Trayectoria
Nota: G: Partidos ganados; P:Partidos perdidos; %:porcentaje de victorias
| Temporada                                                     | G    | P    | %    | Playoffs                                                                                 | Resultados                                                                                                |
| ------------------------------------------------------------- | ---- | ---- | ---- | ---------------------------------------------------------------------------------------- | --- |
| Dallas Chaparrals (ABA) (No se incluye en los totales de G/P) |      |      |      |                                                                                          | |
| 1967-68                                                       | 46   | 32   | .590 | Gana 1.ª Ronda Pierde Semifinales ABA                                                    | Dallas 3, Houston 0 New Orleans 4, Dallas 1                                                               |
| 1968-69                                                       | 41   | 37   | .526 | Pierde 1.ª Ronda                                                                         | New Orleans 4, Dallas 3                                                                                   |
| 1969-70                                                       | 45   | 39   | .536 | Pierde 1.ª Ronda                                                                         | Los Ángeles 4, Dallas 2                                                                                   |
| Texas Chaparrals (ABA) (No se incluye en los totales de G/P)  |      |      |      |                                                                                          | |
| 1970-71                                                       | 30   | 54   | .357 | Pierde 1.ª Ronda                                                                         | Utah 4, Texas 0                                                                                           |
| Dallas Chaparrals (ABA) (No se incluye en los totales de G/P) |      |      |      |                                                                                          | |
| 1971-72                                                       | 42   | 42   | .500 | Pierde 1.ª Ronda                                                                         | Utah 4, Dallas 0                                                                                          |
| 1972-73                                                       | 28   | 56   | .333 |                                                                                          | |
| San Antonio Spurs (ABA) (No se incluye en los totales de G/P) |      |      |      |                                                                                          | |
| 1973-74                                                       | 45   | 39   | .536 | Pierde 1.ª Ronda                                                                         | Indiana 4, San Antonio 3                                                                                  |
| 1974-75                                                       | 51   | 33   | .607 | Pierde 1.ª Ronda                                                                         | Indiana 4, San Antonio 2                                                                                  |
| 1975-76                                                       | 50   | 34   | .595 | Pierde 1.ª Ronda                                                                         | New York 4, San Antonio 3                                                                                 |
| San Antonio Spurs (NBA) (Se incluye en los totales de G/P)    |      |      |      |                                                                                          | |
| 1976-77                                                       | 44   | 38   | .537 | Pierde 1.ª Ronda                                                                         | Boston 2, San Antonio 0                                                                                   |
| 1977-78                                                       | 52   | 30   | .634 | Pierde Semifinales Conferencia                                                           | Washington 4, San Antonio 2                                                                               |
| 1978-79                                                       | 48   | 34   | .585 | Gana Semifinales Conferencia Pierde Finales Conferencia                                  | San Antonio 4, Philadelphia 3 Washington 4, San Antonio 3                                                 |
| 1979-80                                                       | 41   | 41   | .500 | Pierde 1.ª Ronda                                                                         | Houston 2, San Antonio 1                                                                                  |
| 1980-81                                                       | 52   | 30   | .634 | Pierde Semifinales Conferencia                                                           | Houston 4, San Antonio 3                                                                                  |
| 1981-82                                                       | 48   | 34   | .585 | Gana Semifinales Conferencia Pierde Finales Conferencia                                  | San Antonio 4, Seattle 1 Los Ángeles 4, San Antonio 0                                                     |
| 1982-83                                                       | 53   | 29   | .646 | Gana Semifinales Conferencia Pierde Finales Conferencia                                  | San Antonio 4, Denver 1 Los Ángeles 4, San Antonio 2                                                      |
| 1983-84                                                       | 37   | 45   | .451 |                                                                                          | |
| 1984-85                                                       | 41   | 41   | .500 | Pierde 1.ª Ronda                                                                         | Denver 3, San Antonio 2                                                                                   |
| 1985-86                                                       | 35   | 47   | .427 | Pierde 1.ª Ronda                                                                         | LA Lakers 3, San Antonio 0                                                                                |
| 1986-87                                                       | 28   | 54   | .341 |                                                                                          | |
| 1987-88                                                       | 31   | 51   | .378 | Pierde 1.ª Ronda                                                                         | LA Lakers 3, San Antonio 0                                                                                |
| 1988-89                                                       | 21   | 61   | .256 |                                                                                          | |
| 1989-90                                                       | 56   | 26   | .683 | Gana 1.ª Ronda Pierde Semifinales Conferencia                                            | San Antonio 3, Denver 0 Portland 4, San Antonio 3                                                         |
| 1990-91                                                       | 55   | 27   | .671 | Pierde 1.ª Ronda                                                                         | Golden State 3, San Antonio 1                                                                             |
| 1991-92                                                       | 47   | 35   | .573 | Pierde 1.ª Ronda                                                                         | Phoenix 3, San Antonio 0                                                                                  |
| 1992-93                                                       | 49   | 33   | .598 | Gana 1.ª Ronda Pierde Semifinales Conferencia                                            | San Antonio 3, Portland 1 Phoenix 4, San Antonio 2                                                        |
| 1993-94                                                       | 55   | 27   | .671 | Pierde 1.ª Ronda                                                                         | Utah 3, San Antonio 1                                                                                     |
| 1994-95                                                       | 62   | 20   | .756 | Gana 1.ª Ronda Gana Semifinales Conferencia Pierde Finales Conferencia                   | San Antonio 3, Denver 0 San Antonio 4, LA Lakers 2 Houston 4, San Antonio 2                               |
| 1995-96                                                       | 59   | 23   | .720 | Gana 1.ª Ronda Pierde Semifinales Conferencia                                            | San Antonio 3, Phoenix 1 Utah 4, San Antonio 2                                                            |
| 1996-97                                                       | 20   | 62   | .244 |                                                                                          | |
| 1997-98                                                       | 56   | 26   | .683 | Gana 1.ª Ronda Pierde Semifinales Conferencia                                            | San Antonio 3, Phoenix 1 Utah 4, San Antonio 1                                                            |
| 1998-99                                                       | 37   | 13   | .740 | Gana 1.ª Ronda Gana Semifinales Conferencia Gana Finales Conferencia Gana Finales NBA    | San Antonio 3, Minnesota 1 San Antonio 4, LA Lakers 0 San Antonio 4, Portland 0 San Antonio 4, New York 1 |
| 1999-00                                                       | 53   | 29   | .646 | Pierde 1.ª Ronda                                                                         | Phoenix 3, San Antonio 1                                                                                  |
| 2000-01                                                       | 58   | 24   | .707 | Gana 1.ª Ronda Gana Semifinales Conferencia Pierde Finales Conferencia                   | San Antonio 3, Minnesota 1 San Antonio 4, Dallas 1 LA Lakers 4, San Antonio 0                             |
| 2001-02                                                       | 58   | 24   | .707 | Gana 1.ª Ronda Pierde Semifinales Conferencia                                            | San Antonio 3, Seattle 2 LA Lakers 4, San Antonio 1                                                       |
| 2002-03                                                       | 60   | 22   | .732 | Gana 1.ª Ronda Gana Semifinales Conferencia Gana Finales Conferencia Gana Finales NBA    | San Antonio 4, Phoenix 2 San Antonio 4, LA Lakers 2 San Antonio 4, Dallas 2 San Antonio 4, New Jersey 2   |
| 2003-04                                                       | 57   | 25   | .695 | Gana 1.ª Ronda Pierde Semifinales Conferencia                                            | San Antonio 4, Memphis 0 LA Lakers 4, San Antonio 2                                                       |
| 2004-05                                                       | 59   | 23   | .720 | Gana 1.ª Ronda Gana Semifinales Conferencia Gana Finales Conferencia Gana Finales NBA    | San Antonio 4, Denver 1 San Antonio 4, Seattle 2 San Antonio 4, Phoenix 1 San Antonio 4, Detroit 3        |
| 2005-06                                                       | 63   | 19   | .768 | Gana 1.ª Ronda Pierde Semifinales Conferencia                                            | San Antonio 4, Sacramento 2 Dallas 4, San Antonio 3                                                       |
| 2006-07                                                       | 58   | 24   | .707 | Gana 1.ª Ronda Gana Semifinales Conferencia Gana Finales de Conferencia Gana Finales NBA | San Antonio 4, Denver 1 San Antonio 4, Phoenix 2 San Antonio 4, Utah 1 San Antonio 4, Cleveland 0         |
| 2007-08                                                       | 56   | 26   | .683 | Gana 1.ª Ronda Gana Semifinales Conferencia Pierde Finales Conferencia                   | San Antonio 4, Phoenix 1 San Antonio 4, New Orleans 3 LA Lakers 4, San Antonio 1                          |
| 2008-09                                                       | 54   | 28   | .659 | Pierde 1.ª Ronda                                                                         | Dallas 4, San Antonio 1                                                                                   |
| 2009-10                                                       | 50   | 32   | .610 | Gana 1.ª Ronda Pierde Semifinales Conferencia                                            | San Antonio 4, Dallas 2 Phoenix 4, San Antonio 0                                                          |
| 2010-11                                                       | 61   | 21   | .744 | Pierde 1.ª Ronda                                                                         | Memphis 4, San Antonio 2                                                                                  |
| 2011-12                                                       | 50   | 16   | .758 | Gana 1.ª Ronda Gana Semifinales Conferencia Pierde Finales Conferencia                   | San Antonio 4, Utah 0 San Antonio 4, LA Clippers 0 Oklahoma City 4, San Antonio 2                         |
| 2012-13                                                       | 58   | 24   | .707 | Gana 1.ª Ronda Gana Semifinales Conferencia Gana Finales Conferencia Pierde Finales NBA  | San Antonio 4, LA Lakers 0 San Antonio 4, Golden State 2 San Antonio 4, Memphis 0 Miami 4, San Antonio 3  |
| 2013-14                                                       | 62   | 20   | .756 | Gana 1.ª Ronda Gana Semifinales Conferencia Gana Finales Conferencia Gana Finales NBA    | San Antonio 4, Dallas 3 San Antonio 4, Portland 1 San Antonio 4, Oklahoma City 2 San Antonio 4, Miami 1   |
| 2014-15                                                       | 55   | 27   | .698 | Pierde 1.ª Ronda                                                                         | LA Clippers 4, San Antonio 3                                                                              |
| 2015-16                                                       | 67   | 15   | .817 | Gana 1.ª Ronda Pierde Semifinales Conferencia                                            | San Antonio 4, Memphis 0 Oklahoma City 4, San Antonio 2                                                   |
| 2016-17                                                       | 61   | 21   | .743 | Gana 1.ª Ronda Gana Semifinales Conferencia Pierde Finales Conferencia                   | San Antonio 4, Memphis 2 San Antonio 4, Houston 2 Golden State 4, San Antonio 0                           |
| 2017-18                                                       | 47   | 35   | .573 | Pierde 1.ª Ronda                                                                         | Golden State 4, San Antonio 1                                                                             |
| 2018-19                                                       | 48   | 34   | .585 | Pierde 1.ª Ronda                                                                         | Denver 4, San Antonio 3                                                                                   |
| 2019-20                                                       | 32   | 39   | .451 |                                                                                          | |
| 2020-21                                                       | 33   | 39   | .458 |                                                                                          | |
| 2021-22                                                       | 34   | 48   | .415 |                                                                                          | |
| 2022-23                                                       | 22   | 60   | .268 |                                                                                          | |
| 2023-24                                                       | 22   | 60   | .268 |                                                                                          | |
| 2024-25                                                       | 34   | 48   | .415 |                                                                                          | |
| Totales                                                       | 2717 | 1976 | .579 |                                                                                          | |
| Playoffs                                                      | 239  | 213  | .529 | 5 Campeonatos                                                                            | 5 Campeonatos                                                                                             |

## Pabellones

### Antiguos pabellones
- State Fair Coliseum (1967-1970 y 1971-1973)
- Moody Coliseum (1967-1973)
- Tarrant County Coliseum (1970-1971)
- Lubbock Municipal Coliseum (1970-1971)
- HemisFair Arena (1973-1993)
- Alamodome (1993-2002)

## Jugadores

### Derechos internacionales
Los Spurs son dueños de los derechos de la NBA de los jugadores que figuran en la tabla a continuación. El patrón típico es permitir que el jugador se desarrolle en ligas fuera de los Estados Unidos. El jugador es libre de negociar contratos en otras ligas y no está obligado a jugar en la NBA. A veces, el contrato en el extranjero de un jugador puede tener una cláusula de compra costosa que desalentaría a los Spurs de intentar atraerlo. Los Spurs han tenido éxito en el pasado en la búsqueda de talento extranjero; Algunos ejemplos de este éxito incluyen las selecciones de la segunda ronda, Manu Ginóbili (57.º en la clasificación general en 1999) y la primera ronda, Tony Parker (28ª en la general en 2001), quienes se convirtieron en All-Stars.
| Draft | Ronda | Pick | Jugador    | Pos. | Nacionalidad | Equipo actual                 | Nota(s)                         | Ref    |
| ----- | ----- | ---- | ---------- | ---- | ------------ | ----------------------------- | ------------------------------- | ------ |
| 2024  | 2     | 36   | Juan Núñez | B    | España       | FC Barcelona (España)         | Adquirido de los Indiana Pacers | [ 87 ] |
| 2011  | 2     | 59   | Ádám Hanga | E    | Hungría      | Joventut de Badalona (España) |                                 | [ 88 ] |

### Miembros delBasketball Hall of Fame
- George "The Iceman" Gervin - 1996
- Moses Malone - 2001
- Dominique Wilkins - 2006
- David Robinson - 2009
- Tim Duncan - 2020
- Manu Ginóbili - 2022
- Gregg Popovich - 2023
- Tony Parker - 2023

### Números retirados
| Números retirados por los San Antonio Spurs |                |        |                      |                         |
| N.º                                         | Jugador        | Puesto | Periodo              | Fecha                   |
| 00                                          | Johnny Moore   | B      | 1980-1987, 1989-1990 | 20 de marzo de 1998     |
| 6                                           | Avery Johnson  | B      | 1992-1993, 1994-2001 | 22 de diciembre de 2007 |
| 9                                           | Tony Parker    | B      | 2001-2018            | 11 de noviembre de 2019 |
| 12                                          | Bruce Bowen    | A      | 2001-2009            | 21 de marzo de 2012     |
| 13                                          | James Silas    | B      | 1972-1981            | 28 de febrero de 1984   |
| 20                                          | Manu Ginóbili  | E      | 2002-2018            | 28 de marzo de 2019     |
| 21                                          | Tim Duncan     | AP     | 1997-2016            | 18 de diciembre de 2016 |
| 32                                          | Sean Elliott   | A      | 1989-1993, 1994-2001 | 6 de marzo de 2005      |
| 44                                          | George Gervin  | E      | 1974-1985            | 5 de diciembre de 1987  |
| 50                                          | David Robinson | P      | 1989-2003            | 10 de noviembre de 2003 |

## Entrenadores
| Años activo | Nombre             | Balance (G-P) | Porcentaje Victorias | Playoff Récord (G-P) | Porcentaje Playoffs | Apariciones Playoff | Títulos de División | Títulos de Conferencia | Anillos NBA | Actualmente                       |
| ----------- | ------------------ | ------------- | -------------------- | -------------------- | ------------------- | ------------------- | ------------------- | ---------------------- | ----------- | --------------------------------- |
| 1996-2025   | Gregg Popovich     | 905-423       | 0,681                | 118–77               | 0,605               | 16                  | 10                  | 6                      | 5           | Entrenador, Spurs                 |
| 1994–96     | Bob Hill           | 124-58        | 0,681                | 14-11                | 0,560               | 2                   | 2                   | 0                      | 0           | Exentrenador, Seattle SuperSonics |
| 1992-94     | John Lucas         | 94-49         | 0,657                | 6-8                  | 0,429               | 2                   | 0                   | 0                      | 0           | Inactivo                          |
| 1992        | Jerry Tarkanian    | 9-11          | 0,450                | N/A                  | N/A                 | 0                   | 0                   | 0                      | 0           | Inactivo                          |
| 1992        | Bob Bass           | 26-18         | 0,591                | 0-3                  | 0,000               | 1                   | 0                   | 0                      | 0           | Inactivo                          |
| 1988–92     | Larry Brown        | 153-131       | 0,539                | 7-7                  | 0,500               | 2                   | 2                   | 0                      | 0           | Inactivo                          |
| 1986–88     | Bob Weiss          | 59-105        | 0,360                | 0-3                  | 0,000               | 1                   | 0                   | 0                      | 0           | Inactivo                          |
| 1984–86     | Cotton Fitzsimmons | 76-88         | 0,463                | 2-6                  | 0,250               | 2                   | 0                   | 0                      | 0           | Fallecido                         |
| 1983-84     | Bob Bass           | 26-25         | 0,510                | N/A                  | N/A                 | 0                   | 0                   | 0                      | 0           | Inactivo                          |
| 1983        | Morris McHone      | 11-20         | 0,355                | N/A                  | N/A                 | 0                   | 0                   | 0                      | 0           | Entrenador, Sioux Falls Skyforce  |
| 1980–83     | Stan Albeck        | 153-93        | 0,622                | 13-14                | 0,481               | 3                   | 3                   | 0                      | 0           | Inactivo                          |
| 1980        | Bob Bass           | 8-8           | 0,500                | 1-2                  | 0,333               | 1                   | 0                   | 0                      | 0           | Inactivo                          |
| 1976–80     | Doug Moe           | 177-135       | 0,567                | 9-13                 | 0,409               | 3                   | 2                   | 0                      | 0           | Inactivo                          |

## Gestión

### Directores generales
| GM             | Periodo       |
| -------------- | ------------- |
| Max Williams   | 1967–1971     |
| Bob Briner     | 1971–1973     |
| Jack Ankerson  | 1973–1974     |
| John Begzos    | 1974–1979     |
| Bob Bass       | 1979–1994     |
| Gregg Popovich | 1994–2002     |
| R.C. Buford    | 2002–2019     |
| Brian Wright   | 2019-presente |

## Premios
| MVP de la NBA - David Robinson – 1995 - Tim Duncan – 2002, 2003 MVP de las Finales de la NBA - Tim Duncan – 1999, 2003, 2005 - Tony Parker – 2007 - Kawhi Leonard - 2014 Rookie del Año - David Robinson - 1990 - Tim Duncan – 1998 - Victor Wembanyama – 2024 - Stephon Castle – 2025 Mejor Defensor - Alvin Robertson – 1986 - David Robinson – 1992 - Kawhi Leonard – 2015, 2016 Mejor Sexto Hombre - Manu Ginóbili – 2008 Jugador Más Mejorado - Alvin Robertson – 1986 Jugador Más Deportivo - Avery Johnson – 1998 - David Robinson – 2001 - Steve Smith – 2002 Mejor Ciudadano - David Robinson – 2003 Premio IBM - David Robinson – 1990, 1991, 1994, 1995, 1996 - Tim Duncan – 2002 Mejor Entrenador del Año - Gregg Popovich – 2003, 2012, 2014 Ejecutivo del Año - Angelo Drossos – 1978 - Bob Bass – 1990 - R.C. Buford – 2014, 2016 | Mejor Quinteto de la Temporada - George Gervin – 1978, 1979, 1980, 1981, 1982 - David Robinson – 1991, 1992, 1995, 1996 - Tim Duncan – 1998, 1999, 2000, 2001, 2002, 2003, 2004, 2005, 2007, 2013 - Kawhi Leonard – 2016, 2017 Segundo Mejor Quinteto de la Temporada - George Gervin – 1977, 1983 - Alvin Robertson – 1986 - David Robinson – 1994, 1998 - Tim Duncan – 2006, 2008, 2009 - Tony Parker – 2012, 2013, 2014 - LaMarcus Aldridge – 2018 Tercer Mejor Quinteto de la Temporada - David Robinson – 1990, 1993, 2000, 2001 - Dennis Rodman – 1995 - Manu Ginóbili – 2008, 2011 - Tony Parker – 2009 - Tim Duncan – 2010, 2015 - LaMarcus Aldridge – 2016 | Mejor Quinteto Defensivo - Alvin Robertson – 1987 - David Robinson – 1991, 1992, 1995, 1996 - Dennis Rodman – 1995 - Tim Duncan – 1999, 2000, 2001, 2002, 2003, 2005, 2007, 2008 - Bruce Bowen – 2004, 2005, 2006, 2007, 2008 - Kawhi Leonard – 2015, 2016, 2017 - Victor Wembanyama - 2024 Segundo Mejor Quinteto Defensivo - George Johnson - 1981 - Alvin Robertson – 1986, 1988, 1989 - David Robinson – 1990, 1993, 1994, 1998 - Dennis Rodman – 1994 - Tim Duncan – 1998, 2004, 2006, 2009, 2010, 2013, 2015 - Bruce Bowen – 2002, 2003 - Kawhi Leonard – 2014 - Danny Green – 2017 - Dejounte Murray – 2018 Mejor Quinteto de Rookies - Greg Anderson – 1988 - Willie Anderson – 1989 - David Robinson – 1990 - Tim Duncan – 1998 - Tony Parker – 2002 - Kawhi Leonard – 2012 - Victor Wembanyama – 2024 Segundo Mejor Quinteto de Rookies - Sean Elliott – 1990 - Emanuel Ginóbili – 2003 - DeJuan Blair – 2010 - Jeremy Sochan - 2023 MVP del All-Star Game - George Gervin – 1980 - Tim Duncan – 2000 |

| Predecesor: Chicago Bulls 1998      | Campeón de la NBA 1999 | Sucesor: Los Angeles Lakers 2000 |
| Predecesor: Los Angeles Lakers 2002 | Campeón de la NBA 2003 | Sucesor: Detroit Pistons 2004    |
| Predecesor: Detroit Pistons 2004    | Campeón de la NBA 2005 | Sucesor: Miami Heat 2006         |
| Predecesor: Miami Heat 2006         | Campeón de la NBA 2007 | Sucesor: Boston Celtics 2008     |
| Predecesor: Miami Heat 2013         | Campeón de la NBA 2014 | Sucesor: Golden State Warriors   |